# Autocharis unipunctalis
Autocharis unipunctalis là một loài bướm đêm trong họ Crambidae.